# Honda EXP-2

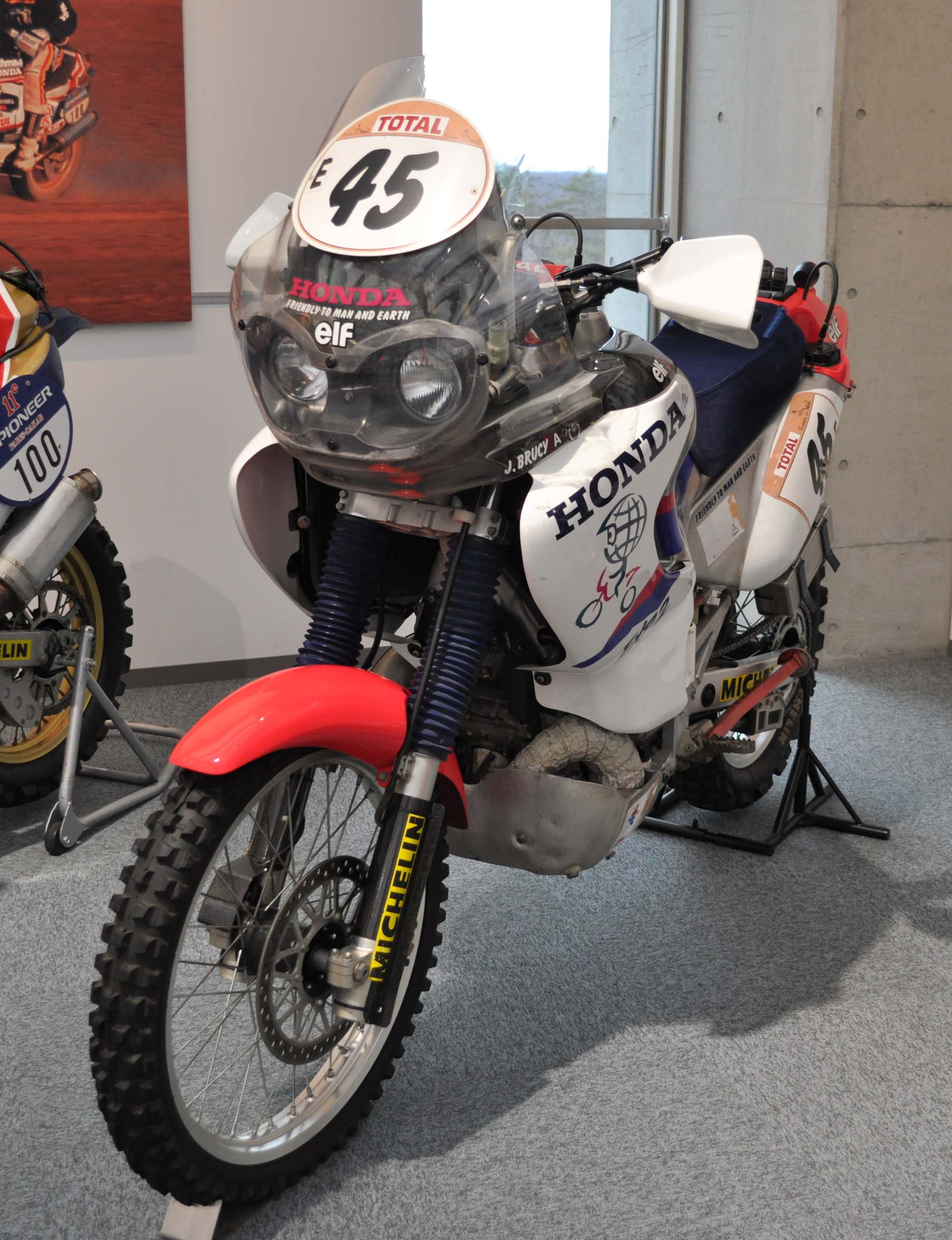
Honda EXP-2 (1995)

Die Honda EXP-2 ist ein experimentelles Geländemotorrad und Technologieträger des japanischen Herstellers Honda von 1995.
Um die Emissionen des Zweitaktmotors zu reduzieren, entwickelte Honda das „ARC-System“ (Activated Radical Combustion). Honda ging davon aus, dass man bei über 50 Prozent des Leistungsbereichs ohne gesteuerte Zündung auskommen konnte. Ein variabel gesteuertes Auslassventil und Kraftstoffeinspritzung in Verbindung mit veränderter Brennraumgestaltung sorgten bei wenig geöffneter Drosselklappe für eine Selbstzündung wie bei einem Dieselmotor; bei weit offener Drosselklappe wurde die Zündung herkömmlich über die Zündkerze eingeleitet. Der Motor mit 402 cm³ Hubraum (Bohrung × Hub: 80 × 80 mm) leistete 40 kW (54 PS) bei 7000/min und verhalf der 155 kg wiegenden Geländemaschine zu einer Höchstgeschwindigkeit von 169 km/h.
Das Motorrad wurde 1995 von Jean Brucy bei der Rallye Dakar (5. Platz) und Bruce Ogilvie bei der Baja 1000 (7. Platz) gefahren.